# Stilton
 Ikke at forveksle med Stelton.
Stilton er en engelsk skimmelost.
Den produceres i to varianter: en meget kendt blåskimmelost af samme type som  Danablu, Gorgonzola og Roquefort og en mindre kendt hvidskimmelost.
Stilton har status af PDO (Protected designation of origin) fra Europa-Kommissionen.
Kun ost fra grevskaberne Derbyshire, Leicestershire og Nottinghamshire fremstillet efter ganske bestemte forskrifter må kaldes Stilton.
Den har navn efter landsbyen Stilton, der ligger uden for området, hvor osten fremstilles. I 1730 fik en kroejer i Stilton enerettighederne på blåskimmelost fra Leicestershire. Da trafik fra Nordengland til London passerede gennem landsbyen, blev osten hurtigt landskendt.
- Wikimedia Commons har flere filer relateret til Stilton (cheese)